# Ursula Litzmann
Ursula Litzmann (* 1916 in Bonn; † 2004) war eine deutsche Fotografin.

## Leben
Ursula Litzmann stammte aus einer märkischen Offiziers- und Gelehrtenfamilie. Ihr Vater war Jurist. Ursula Litzmann, die zahlreiche Kontakte zu Künstlern und Schriftstellern hatte, absolvierte zunächst eine Ausbildung auf dem Gebiet der Bienenzucht in Celle. 1939 begann sie als Autodidaktin zu fotografieren und konzentrierte sich dabei auf Porträts und Theateraufnahmen.
Inspiriert wurde sie durch einen Konzertbesuch, bei dem sie hinter dem Orchester sitzend den Dirigenten beobachtet hatte. Sie benutzte zunächst eine billig erstandene Leica.
Nachdem in der illustrierten Beilage des Hamburger Anzeigers vom 5. Oktober 1940 zum ersten Mal eines ihrer Bilder veröffentlicht worden war, belieferte sie diese Zeitung weiterhin mit Fotobeiträgen, ehe sie in den frühen 1940er Jahren nach Berlin zog, wo sie mit Berlin-Film und Atlantic zusammenarbeitete und zur Pressefotografin zugelassen wurde. Ihre Bühnen- und Konzertfotos, aber auch Porträts, insbesondere von Ernst Jünger, erschienen unter anderem in der illustrierten Zeitschrift Koralle. Während des Kriegs hielt sich Ursula Litzmann auch zeitweise in Polen auf, unter anderem in dem nach ihrem Großonkel Karl Litzmann benannten Litzmannstadt. 1943 dokumentierte sie für das Deutsche Rote Kreuz das Leben der sogenannten Ostarbeiter.
Nachdem sie 1944 oder 1945 nach Hamburg zurückgekehrt war, erhielt sie eine der ersten Fotografiererlaubnisse, die die britische Besatzungsmacht ausstellte, und erhielt ein Kellerbüro im Haus des Hamburger Anzeigers. Sie arbeitete in der Nachkriegszeit unter anderem für die Hamburger Allgemeine, die Kölner Neue Illustrierte und die Münchner Heute. Ihre Bilder zeigten den Hürtgenwald und das zerstörte Köln, außerdem befasste sie sich mit der sozialen Lage im Ruhrgebiet, mit der Situation jüdischer Auswanderer, mit politischen Tagungen und internationalen Begegnungen. Im Jahr 1949 konvertierte sie zum Katholizismus.
Ursula Litzmann heiratete einen spanischen Bildhauer. Sie lebte in ihren späteren Jahren in Düren.
Litzmanns Archiv kam ins Bildarchiv des Historischen Museums in Berlin.